# Apostolische Schule
Als Apostolischen Schule werden Internate der römisch-katholischen Ordensgemeinschaft der Legionäre Christi bezeichnet. Diese Ordensschulen bereiten Jugendliche in einem von römisch-katholischem Glauben und Kultur geprägten Umfeld auf das Abitur vor. Ursprünglich waren die Schulen nur für Schüler, die Priester werden wollen eingerichtet. Heute stehen die Jungeninternate auch anderen Schülern offen, wenn sie mit den Werten und der Ausrichtung einverstanden sind. Im Jahr 2008 gab es weltweit 20 Apostolische Schulen, Ende 2021 waren es noch neun.
Diese Art der Schule steht in der langen Tradition der „Kleinen Seminare“, die auch als Knabenseminare bezeichnet werden. Bereits auf dem Konzil von Trient (1545–1563) wurde beschlossen, „dass jede Kathedral-, Metropolitan- oder noch höhere Kirche […] eine gewisse Zahl von Knaben aus der Stadt und der Diözese […] in einem Kollegium […] zu verpflegen, religiös zu erziehen und in den kirchlichen Wissenschaften heranzubilden verpflichtet sein soll“ (Sess. XXIII c. 18). Im Gegensatz zu den Apostolischen Schulen sind die Kleinen Seminare allerdings Diözesaneinrichtungen.

## Deutschland
Im deutschsprachigen Raum existierte seit 2008 eine Apostolische Schule in Bad Münstereifel. Genehmigt wurde die Schule vom Erzbistum Köln, der Schulbehörde der Bezirksregierung Köln und dem Landesjugendamt Köln. Anerkannt wurde sie als allgemeinbildende Ergänzungsschule gemäß §§ 116, 118 Abs. 2, Abs. 4 des Schulgesetzes für das Land Nordrhein-Westfalen zum Schuljahr 2008/2009. Da die Schule keine eigenen Schulräume für naturwissenschaftliche Fächer hatte, wies der Generalvikar des Erzbistums Köln den Direktor des nahegelegenen Erzbischöflichen St.-Angela-Gymnasiums an, den Jungen seine Räumlichkeiten zur Verfügung zu stellen.
Zu Beginn des ersten Schuljahrs 2008/2009 hatte die Schule 17 Schüler zwischen 11 und 18 Jahren, Ursprünglich war die Aufnahme von bis zu 70 Jungen geplant. im Schuljahres 2022/2023 waren es 30 Schüler. Zum Ende des Schuljahres 2023/2024 schloss der Träger die Schule in Bad Münstereifel. Als Gründe wurden gestiegene Kosten und Personalprobleme genannt, zudem entschieden sich junge Männer heute meist in deutlich höherem Lebensalter zum Priestertum und/oder den Eintritt in eine Ordensgemeinschaft, aber nur noch in seltenen Fällen bereits als Schüler.

## Sexueller Missbrauch
Im März 2010 räumten die Legionäre Christi öffentlich ein, dass der Ordensgründer Marcial Maciel Jungen an Knabenseminaren missbraucht hatte. Im Mai 2010 verurteilte der Heilige Stuhl Maciels Verhalten mit den Worten: „Das extrem schwerwiegende und objektiv unmoralische Verhalten von P. Maciel, das durch unumstößliche Beweise bestätigt worden ist, besteht bisweilen in wirklichen Straftaten und offenbart ein skrupelloses Leben ohne echten religiösen Sinn.“ Maciel hat mindestens 60 Kinder und Jugendliche missbraucht.
Auch andere Ordensmitglieder haben Minderjährige sexuell missbraucht. Die Legionäre Christi teilten im März 2021 mit, es handele sich im Zeitraum seit der Ordensgründung um 27 Ordensmitglieder (Maciel eingeschlossen), die Minderjährige missbraucht hätten und 170 Missbrauchsopfer seien bekannt.